# Сталь, Карл Фёдорович
Карл Фёдорович Сталь (нем. Karl Gotthard von Staal; 1774—1824) — генерал-майор русской императорской армии.

## Биография
Родился 10 (21) июля 1774 года в имении Хэль Ревельской губернии; отец — действительный статский советник Фридрих фон Стааль (1733—1801).
Служил в лейб-гвардии конном полку; 14 августа 1800 года был произведён в полковники; 30 марта 1801 года назначен командиром Нижегородского драгунского полка. В начале 1806 года в ходе русско-персидской войны принял участие в покорении Дербента и Баку и был отмечен орденом Св. Анны 2-й степени.
В 1808 году, 3 февраля был награждён орденом Св. Георгия 4-й степени и 4 февраля назначен шефом Нижегородского полка. В 1810 году получил алмазные знаки к ордену Св. Анны 2-й степени, а 26 января 1811 года был произведён в генерал-майоры. После упразднения звания шефа 1 сентября 1814 года был назначен командиром драгунской бригады, куда входил и Нижегородский полк.
С 1818 года был командующим войсками на Кавказской линии и военным губернатором Кавказской области. Одновременно, в 1818—1824 годах командовал 19-й пехотной дивизией, располагавшейся на Кавказе. 
По его инициативе при преобразовании Кавказской области её центр был перенесён из Георгиевска в Ставрополь и Сталь 29 августа 1822 года стал её гражданским губернатором. Он также стал фактическим основателем Пятигорского некрополя; 28 июля (9 августа) 1824 года скоропостижно скончался и был похоронен.